# Relaciones Panamá-Rusia
Relaciones Panamá-Rusia se refiere a las relaciones históricas entre Panamá y Rusia. Panamá tiene una embajada en Moscú. Rusia tiene una embajada en la Ciudad de Panamá. Ambos países son miembros de pleno derecho de las Naciones Unidas.

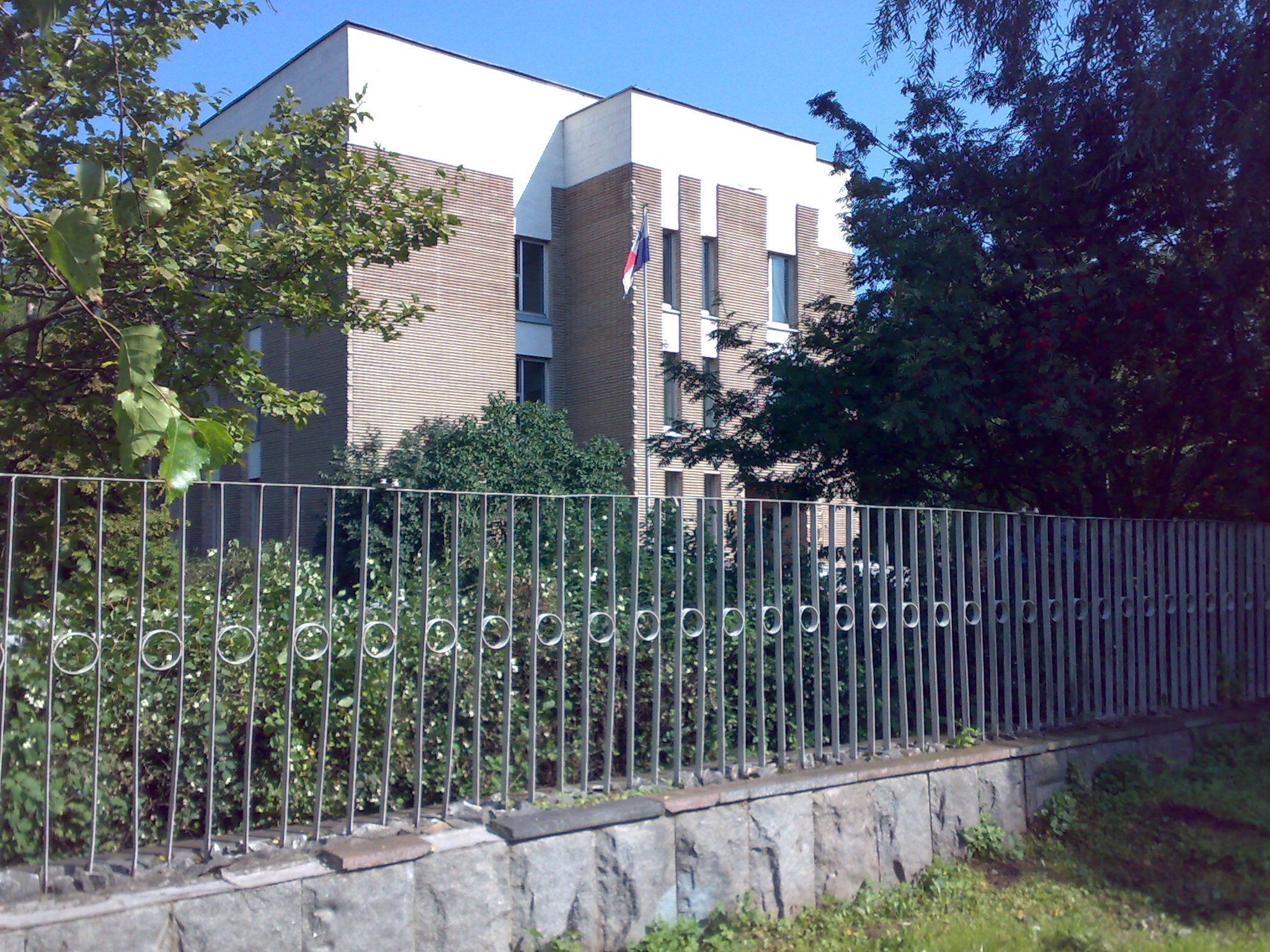
Embajada de Panamá en Moscú.

Según el Ministerio de Relaciones Exteriores de Rusia, cerca de 1.000 ciudadanos rusos viven en Panamá (permanentemente y temporalmente).

## Historia
Durante la era de la Guerra Fría, hubo una cantidad significativa de contactos entre la URSS y el Partido del Pueblo de Panamá.
En noviembre de 1988, la URSS se unió al Protocolo de 1977 sobre la neutralidad del Canal de Panamá, convirtiéndose en el 36° firmante del acuerdo.
Las relaciones diplomáticas entre la URSS y Panamá se establecieron el 29 de marzo de 1991.